# Stazione di Chiba-Newtown-Chūō
La stazione di Chiba-Newtown-Chūō (千葉ニュータウン中央駅?, Chiba-Newtown-Chūō-eki) è una stazione ferroviaria della città di Inzai, nella prefettura di Chiba, in Giappone. È servita dalla linea Hokusō, gestita dalla società Ferrovia Hokusō, e ospita anche i servizi della linea Keisei Narita Aeroporto delle Ferrovie Keisei. Si trova all'interno di Chiba New Town, di cui è la stazione di riferimento.

## Linee
Ferrovie Hokusō
● Linea Hokusō
 Ferrovie Keisei
● Linea Keisei Narita Aeroporto (Narita Sky Access Line)

## Struttura
La stazione è realizzata in superficie, con fabbricato viaggiatore a ponte sopra il livello del ferro. I binari sono due, con un marciapiede a isola collegato al mezzanino, contenente sala d'attesa, biglietteria, servizi igienici e altri servizi, da scale mobili e ascensori. Dal marzo 2013 la stazione offre un collegamento Wi-Fi installato da NTTdocomo.
| 1 | ● Linea Hokusō ● Linea Keisei Narita Aeroporto | per Shin-Kamagaya, Higashi-Matsudo, Keisei Takasago, Ueno, Shinagawa, Haneda Aeroporto e Yokohama |
| 2 | ● Linea Hokusō ● Linea Keisei Narita Aeroporto | per Inzai-Makinohara, Inba-Nihon-Idai e Narita Aeroporto                                          |

## Stazioni adiacenti
| «                       | Servizio                            | »                |
| Linea Hokusō            | Linea Hokusō                        | Linea Hokusō     |
| ----------------------- | ----------------------------------- | ---------------- |
| Komuro                  | Locale Espresso1 Espresso limitato2 | Inzai-Makinohara |
| Linea Keisei Sky Access |                                     |                  |
| Shin-Kamagaya           | Access Express                      | Inba-Nihon-Idai  |

- 1: Solo treni provenienti da Tokyo
- 2: Solo treni diretti a Tokyo